# Gottfried von Lehnsfeld
Gottfried von Lehnsfeld (* 10. Januar 1664 in Köslin, Hinterpommern; † 24. Dezember 1701 in Wien), auch Lehmann, war ein Offizier der kaiserlichen Armee.

## Leben
Lehnsfeld hatte als Offizier in der kaiserlichen Armee in Wien gedient und war im Jahr 1701 für die Sicherungsverwahrung des wegen Hochverrats im Gefängnis in der Wiener Neustadt einsitzenden Fürsten Rákóczi verantwortlich gewesen. Lehnsfeld ließ sich dann mit einer versprochenen Geldsumme in Höhe von 20.000 Gulden  bestechen und sorgte dafür, dass Rákóczi am 24. November 1701 in der Verkleidung eines Dragoners aus der Haft entfliehen konnte.
Lehnsfeld wurde deswegen am 24. Dezember 1701 auf einem öffentlichen Marktplatz in Wien enthauptet. Sein Rumpf wurde gevierteilt, zur Abschreckung wurden die vier abgehackten Körperteile  anschließend an den Landstraßen Wiens aufgehängt und zur Schau gestellt.